# 2018年马尔代夫政治危机
2018年马尔代夫政治危机指2018年2月马尔代夫陷入的政治危机。2月1日，马尔代夫最高法院宣布取消逮捕穆罕默德·纳希德等9名反对派人士，并恢复12位反对派议员的议席。2月4日，最高法院以总统阿卜杜拉·亚明·阿卜杜勒·加尧姆拒不执行法院命令为由，决定弹劾亚明。当天，军队封锁了马尔代夫国会，2名反对派议员在机场入境时被捕。2月5日，总统亚明宣布马尔代夫进入为期15天的紧急状态。2月6日，反对派领导人穆蒙·阿卜杜勒·加尧姆、首席大法官阿卜杜拉·赛义德、法官阿里·哈米德、司法行政部官员哈桑·赛义德等5人被捕。

## 背景
马尔代夫计划在2018年下半年举行总统选举。反对派领导人、前总统穆罕默德·纳希德无法参选。纳希德2008年当选马尔代夫首任民选总统，2012年反政府游行中被迫去职。2013年总统选举中，纳希德败于亚明。2015年3月，纳希德被捕，一周之后刑事法庭判定纳希德非法拘禁法官阿卜杜拉·默罕默德，以犯有恐怖主义罪名为由判处有期徒刑13年。纳希德及支持者认为此项判决出自政治考虑，而总统亚明否认判决有政治因素。面对马尔代夫国内外的反对声音，马尔代夫政府后来决定将纳希德的有期徒刑改为软禁。2015年8月，纳希德再度被送入监狱，联合国人权高专办呼吁马尔代夫政府早日释放纳希德。2016年1月，经马尔代夫政府同意，纳希德赴英国接受脊柱外科手术，且不必留亲人作为人质。纳希德抵达英国后，时任英国首相戴维·卡梅伦接见了他。2016年5月，英国准许他政治避难。2016年8月31日，马尔代夫政府声明，纳希德治病后久久不归国继续服刑，法院已签发逮捕令，将试图逮捕纳希德。包括纳希德在内，马尔代夫警方以腐败、滥用职权、诽谤等为由共决定逮捕9位反对派人士。
2017年7月，10位马尔代夫进步党籍议员宣布脱党，并加入反对派。马尔代夫议会共85席，10位议员转投反对派后，反对派联盟的席位达到45席，总统亚明的马尔代夫进步党失去了议会多数。反对党曾试图在2017年7月24日弹劾议长阿卜杜拉·马斯赫·穆罕默德。马斯赫是亚明的支持者。24日之前一周，马尔代夫选举委员会以4名转投反对派的议员脱离了原属党派为由，剥夺了他们的议席。24日，亚明总统下令，军队、警察封锁了马尔代夫议会大楼。马尔代夫第一大反对党民主党主席哈桑·拉蒂夫说，亚明封锁议会只是为了避免反对派弹劾马斯赫。到年底，共12位反对派议员被剥夺了议席。
2017年马尔代夫地方选举中，亚明的进步党不敌民主党。反对派批评亚明腐败、不民主。2018年1月底，纳希德、加尧姆两位反对派领导人签名参加请愿，希望马尔代夫最高法院暂时解除亚明的总统职务，以调查其贪污指控。加尧姆是马尔代夫总统亚明同父异母的兄长，在2008年马尔代夫首次民选总统之前加尧姆曾作为总统主政马尔代夫30年。2013年，亚明参选总统时，加尧姆曾给以帮助。亚明当选之后，兄弟二人转向对立，加尧姆现为马尔代夫反对派联盟的主要领导人之一。

## 经过
2018年2月1日，马尔代夫最高法院发布命令，称纳希德等9位反对派人士此前受审带有政治动机，违反宪法，应予立即释放；另外，2017年12位反对派议员由于违反反背叛法而被剥夺议席，最高法院认为反背叛法存在争议，要求议会重新讨论此法案。这意味着最高法院要求恢复12位反对派议员的议席。根据分析，如果12位反对派议员的议席得以恢复，反对派将在共85名议员的议会中占有47席。命令发布后，反对派支持者上街游行，庆祝最高法院的决定。游行中，他们与警方发生了冲突。2月2日，正在斯里兰卡的纳希德告诉媒体，他可以并将会回国参加下半年的马尔代夫总统选举。
2月1日，时任马尔代夫警察总长宣布支持最高法院的决定。当天，这位警察总长就被解职，一位副总长接替他出任总长。2月3日，代替原总长的新总长也被革职，纳瓦兹出任警察总长。
2月3日，亚明首次回应此事，他承认对最高法院的命令感到意外，声称相关部门需要很多协调工作才能放人。当日晚间，亚明的政府声明称将执行最高法院的命令，请国民保持耐心，把国家利益放在首位。同一天，马尔代夫政府以安全为由宣布国会无限期休会。2月4日，最高法院公布裁决令，称由于亚明拒绝执行命令释放反对派领导人，最高法院将弹劾总统亚明。当天，马尔代夫总检察长阿尼尔表态，只有马尔代夫议会有权罢免马尔代夫总统，马尔代夫最高法院弹劾总统违宪。马尔代夫武装部队司令艾哈迈德·希亚姆、警察总长纳瓦兹表态，军队和警察不会执行违反宪法的命令，不会坐视马尔代夫陷入乱局。4日当天，反对派向议会请愿，希望罢免马尔代夫司法部长、总检察长、内政部长和国防部长。马尔代夫军队封锁了议会大楼，阻止反对派入内。同日，得到最高法院恢復议席的两位反对派议员自机场入境马尔代夫时，被马尔代夫政府拘捕，马尔代夫政府并未解释原因。马尔代夫政府在议会和政府办公地点部署了约百名防暴警察，以防突发情况。
2月5日，马尔代夫总统办公室发表声明，称总统向最高法院写了三封信，解释若执行最高法院2月1日决定将面临的困难。信中解释，最高法院2月1日的决定如获执行，将侵犯国家的监管权，侵害国家安全和公众利益，侵蚀马尔代夫宪法。2月5日晚间，马尔代夫法律事务部长沙库尔在马尔代夫国家电视台宣布总统亚明已签署紧急状态令，马尔代夫全国进入15日的紧急状态，亚明承诺保护马尔代夫人和在马尔代夫的外国人的生命安全。沙库尔说，紧急状态下会限制“某些活动”，但并不影响一般的活动、服务和商务。有官员声称，紧急状态令赋予政府完全的权力，政府可以拘捕任何人，搜查、充公物品，限制自由集会。
2月6日凌晨，马尔代夫特警进入加尧姆在马累的家中，将加尧姆逮捕。加尧姆的女婿也被逮捕。同一天，马尔代夫警方在推特上宣称，因调查需要，首席大法官阿卜杜拉·赛义德已被逮捕。此外，法官阿里·哈米德、主管司法事务的司法行政部官员哈桑·赛义德也被逮捕。发布紧急状态令之后，马尔代夫政府已逮捕了5人。2月6日晚间，马尔代夫最高法院的三位法官发表声明称，由于政府对最高法院2月1日的决定深表关注，最高法院决定撤销这一裁决。
马尔代夫政治危机发生后，联合国、欧盟、美国、英国、德国、印度等国家与组织呼吁总统亚明遵守最高法院裁决、遵守马尔代夫宪法、取消紧急状态、恢復议会正常运作。中华人民共和国表示遵循一贯不干涉他国内政的原则，希望马尔代夫各方通过谈判协商解决问题；希望国际社会尊重马尔代夫主权并发挥建设性作用，而非使事情复杂化。中国、美国、印度等国对公民赴马尔代夫发布安全提醒。马尔代夫前总统、反对派领导人纳希德请求印度政府出兵，印度政府对此未作回应。《印度时报》引述消息人士的话称，印度政府不可能出兵，也不可能派特使前往马尔代夫，现今印度的计划是与美国等国合作，通过发布旅游警告影响马尔代夫旅游业，由此向马尔代夫总统施压。欧盟、德国、英国外交官前往马累，希望与总统亚明谈话，但遭到了拒绝。亚明派遣特使访问中国、巴基斯坦、沙特阿拉伯说明国内情况。马尔代夫驻印度大使馆称，原本计划第一个访问印度，但因时间原因应印度政府要求取消了行程。